# Mesoplodon densirostris
Il mesoplodonte di de Blainville (Mesoplodon densirostris) è un cetaceo odontoceto della famiglia Ziphiidae. È il mesoplodonte più largamente diffuso e forse il meglio documentato. Il nome "densirostris" è la forma latinizzata di "rostro denso". Al largo delle Bahamas nordorientali, questi animali sono particolarmente ben documentati, e dal 2002 è in corso un progetto di identificazione fotografica.

## Descrizione fisica

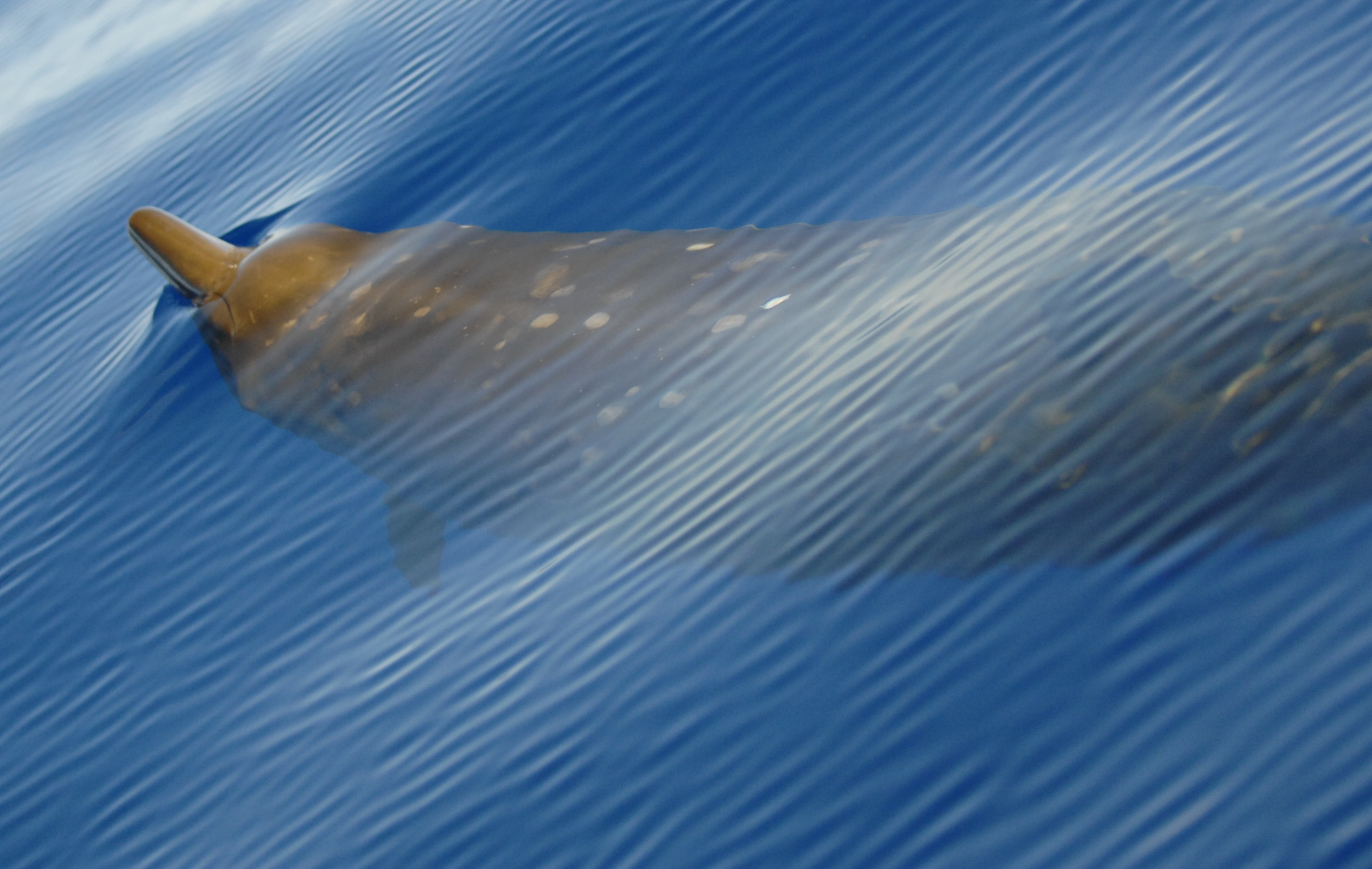
Mesoplodonte di De Blainville prima di respirare

Il corpo del mesoplodonte di De Blainville è robusto, ma rispetto a quello degli altri mesoplodonti è un po' più compresso lateralmente. I maschi hanno un aspetto molto caratteristico, le mandibole sovrastano il rostro, come accade in altre specie, ma si dirigono verso l'inizio della mandibola e poi scendono giù in un becco abbastanza lungo. Prima che la mandibola scenda giù, proprio all'apice della protuberanza, è presente un dente infestato da cirripedi. Uno degli aspetti più rimarchevoli di questo zifide sono le ossa estremamente dense del rostro (da cui deriva il nome), che costituiscono probabilmente una forma di protezione dalle aggressioni degli altri maschi. Il melone di questa balena è piatto e poco distinguibile. La colorazione è blu scura o grigia sul dorso e grigia più chiara sul ventre, e la testa è normalmente brunastra. I maschi presentano le cicatrici e i morsi dello squalo cookie-cutter tipici di questo genere. I maschi raggiungono al massimo i 4,4 metri di lunghezza e pesano 800 kg, mentre le femmine ne raggiungono 4,6 e pesano 1 tonnellata. Alla nascita i piccoli sono lunghi 1,9 metri e pesano 60 kg.

## Popolazione e distribuzione
Questa specie di zifide si trova nelle acque calde e temperate di tutti gli oceani, e sappiamo anche che si spinge a latitudini molto alte. Gli spiaggiamenti sono avvenuti in Nuova Scozia, Islanda, isole britanniche, Giappone, Rio Grande do Sul, Sudafrica, Cile centrale, Tasmania e Nuova Zelanda. Le osservazioni più comuni vengono effettuate al largo delle Hawaii, delle isole della Società e delle Bahamas. Questa specie non migra. Abita in acque profonde dai 1600 ai 3000 metri. Nonostante la natura relativamente comune di questo cetaceo, non è disponibile alcuna stima della popolazione.

## Comportamento
Vengono avvistati in gruppi di 3-7 individui. Sono state misurate immersioni di un massimo di 22 minuti. Quando questo cetaceo emerge, emette un soffio lento e poco cospicuo. Probabilmente si nutre di calamari e pesci.

## Conservazione
È stato cacciato occasionalmente, ma non è mai stato un bersaglio specifico. È anche vittima dei test acustici effettuati dalla marina militare, che inducono agli spiaggiamenti.